# Namyangju
Namyangju est une ville de la Corée du Sud, dans la province du Gyeonggi.

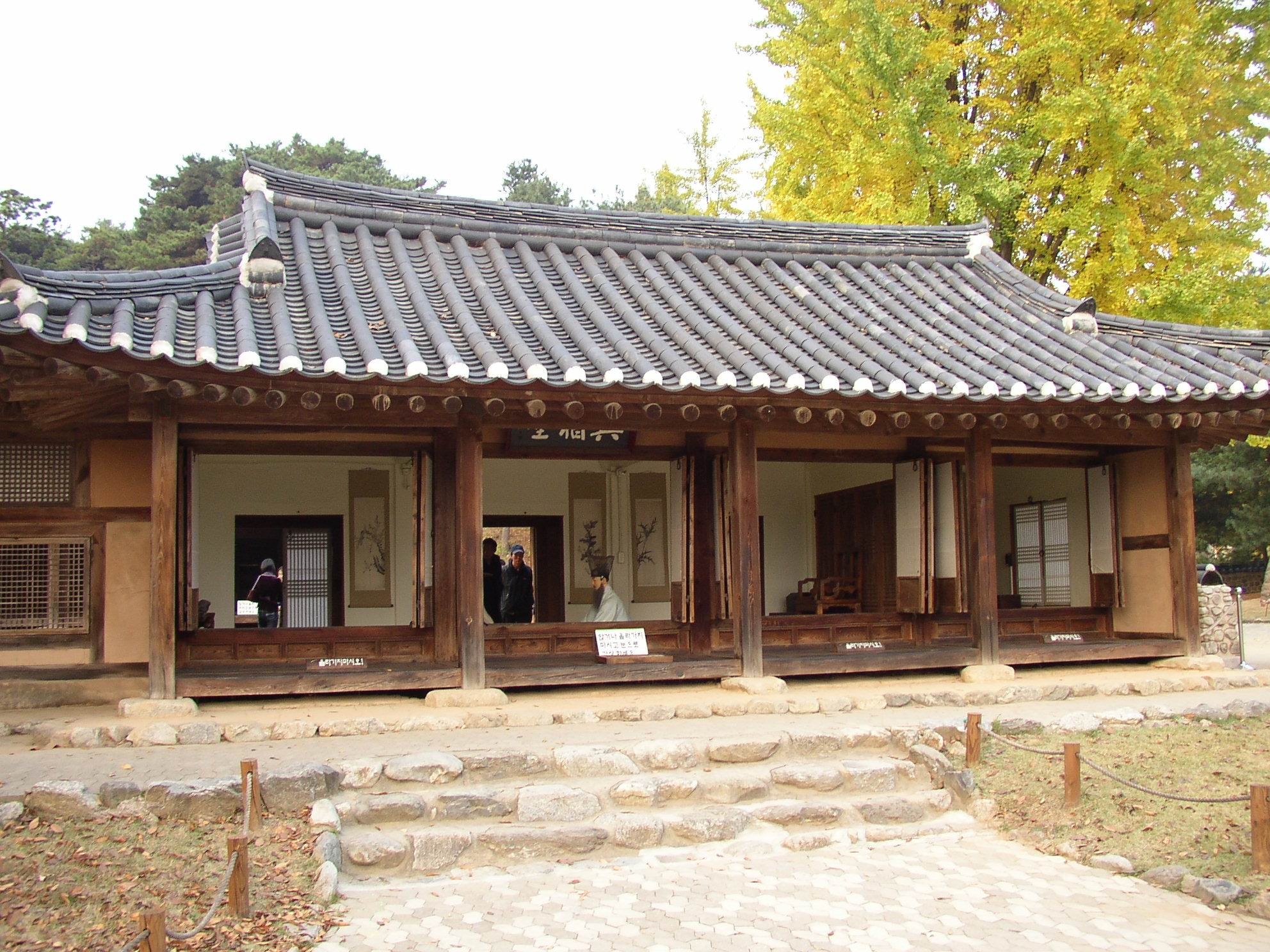
Yeoyudang, demeure de Jeong Yak-yong, un éminent philosophe coréen de la fin de la dynastie Joseon.